# 엘레나 노게하
엘레나 노게하(Héléna Noguerra, 1969년 5월 18일 ~ )는 벨기에의 가수, 배우, 사회자이다. 포르투갈 혈통을 갖고 있다.